# Laia Pons
Laia Pons Areñas (Granollers, 23 de abril de 1993) es una deportista española que compitió en natación sincronizada.
Participó en los Juegos Olímpicos de Londres 2012, obteniendo una medalla de bronce en la prueba de equipo. Ganó una medalla de plata en el Campeonato Mundial de Natación de 2013, y una medalla de oro en el Campeonato Europeo de Natación de 2012.

## Palmarés internacional
| Juegos Olímpicos   | Juegos Olímpicos         | Juegos Olímpicos  | Juegos Olímpicos  |
| Año                | Lugar                    | Medalla           | Prueba            |
| ------------------ | ------------------------ | ----------------- | ----------------- |
| 2012               | Londres (Reino Unido)    | Medalla de bronce | Equipo            |
| Campeonato Mundial |                          |                   |                   |
| Año                | Lugar                    | Medalla           | Prueba            |
| 2013               | Barcelona (España)       | Medalla de plata  | Combinación libre |
| Campeonato Europeo |                          |                   |                   |
| Año                | Lugar                    | Medalla           | Prueba            |
| 2012               | Eindhoven (Países Bajos) | Medalla de oro    | Combinación libre |